# Georgia en los Juegos Olímpicos de Pyeongchang 2018
Georgia estuvo representada en los Juegos Olímpicos de Pyeongchang 2018 por un total de cuatro deportistas que compitieron en tres deportes. Responsable del equipo olímpico fue el Comité Olímpico Nacional de Georgia, así como las federaciones deportivas nacionales de cada deporte con participación.
El portador de la bandera en la ceremonia de apertura fue el patinador artístico Moris Kvitelashvili. El equipo olímpico georgiano no obtuvo ninguna medalla en estos Juegos.